# Wielersport op de Olympische Zomerspelen 2020 – BMX race vrouwen
De BMX voor vrouwen  op de Olympische Zomerspelen 2020 vond plaats op donderdag 29 en vrijdag 30 juli 2021 in het Ariake Urban Sports Park in Tokio.  

## Resultaten

### Kwartfinales

#### Serie 1
| Rang | #   | Naam                     | Land             | 1e run       | 2e run     | 3e run       | Totaal | Bijz. |
| ---- | --- | ------------------------ | ---------------- | ------------ | ---------- | ------------ | ------ | ----- |
| 1    | 100 | Mariana Pajón            | Colombia         | 45,659 (1)   | 45,576 (1) | 46,118 (1)   | 3      | Q     |
| 2    | 210 | Simone Christensen       | Denemarken       | 46,299 (3)   | 45,576 (2) | 46,542 (2)   | 7      | Q     |
| 3    | 22  | Merel Smulders           | Nederland        | 46,106 (2)   | 48,049 (3) | 48,751 (5)   | 10     | Q     |
| 4    | 91  | Elke Vanhoof             | België           | 46,939 (4)   | 49,360 (5) | 47,190 (3)   | 12     | Q     |
| 5    | 215 | Payton Ridenour          | Verenigde Staten | 48,434 (5)   | 48,156 (4) | 47,393 (4)   | 13     |       |
| 6    | 213 | Chutikan Kitwanitsathian | Thailand         | 1:00,717 (6) | 59,502 (6) | 1:00,786 (6) | 18     |       |

#### Serie 2
| Rang | #   | Naam               | Land             | 1e run     | 2e run     | 3e run     | Totaal | Bijz. |
| ---- | --- | ------------------ | ---------------- | ---------- | ---------- | ---------- | ------ | ----- |
| 1    | 110 | Laura Smulders     | Nederland        | 44,907 (2) | 45,381 (1) | 45,572 (1) | 4      | Q     |
| 2    | 6   | Felicia Stancil    | Verenigde Staten | 44,412 (1) | 46,772 (2) | 46,277 (2) | 5      | Q     |
| 3    | 3   | Axelle Étienne     | Frankrijk        | 45,270 (3) | 47,405 (3) | 47,524 (3) | 9      | Q     |
| 4    | 155 | Drew Mechielsen    | Canada           | 47,393 (4) | 48,246 (4) | 49,128 (5) | 13     | Q     |
| 5    | 41  | Natalia Suvorova   | Russische ploeg  | 48,318 (5) | 49,120 (5) | 48,266 (4) | 14     |       |
| 6    | 93  | Priscilla Carnaval | Brazilië         | 48,740 (6) | 51,336 (6) | 51,626 (6) | 18     |       |

#### Serie 3
| Rang | #   | Naam             | Land             | 1e run     | 2e run     | 3e run     | Totaal | Bijz. |
| ---- | --- | ---------------- | ---------------- | ---------- | ---------- | ---------- | ------ | ----- |
| 1    | 911 | Beth Shriever    | Groot-Brittannië | 45,268 (1) | 44,660 (1) | 44,924 (3) | 5      | Q     |
| 2    | 209 | Zoe Claessens    | Zwitserland      | 45,622 (2) | 45,429 (3) | 44,711 (2) | 7      | Q     |
| 3    | 21  | Lauren Reynolds  | Australië        | 46,030 (3) | 45,384 (2) | 45,454 (4) | 8      | Q     |
| 4    | 88  | Saya Sakakibara  | Australië        | 58,446 (6) | 45,597 (4) | 44,690 (1) | 11     | Q     |
| 5    | 971 | Manon Valentino  | Frankrijk        | 48,549 (5) | 46,945 (5) | 47,091 (5) | 15     |       |
| 6    | 212 | Vineta Pētersone | Letland          | 48,043 (4) | 47,875 (6) | 47,321 (6) | 16     |       |

#### Serie 4
| Rang | #   | Naam             | Land             | 1e run       | 2e run     | 3e run     | Totaal | Bijz. |
| ---- | --- | ---------------- | ---------------- | ------------ | ---------- | ---------- | ------ | ----- |
| 1    | 1   | Alise Willoughby | Verenigde Staten | 46,703 (1)   | 47,741 (1) | 45,410 (1) | 3      | Q     |
| 2    | 4   | Judy Baauw       | Nederland        | 49,797 (2)   | 48,220 (2) | 47,503 (3) | 7      | Q     |
| 3    | 308 | Rebecca Petch    | Nieuw-Zeeland    | 2:01,322 (5) | 48,508 (3) | 46,823 (2) | 10     | Q     |
| 4    | 116 | Natalia Afremova | Russische ploeg  | 54,821 (4)   | 49,100 (4) | 47,807 (4) | 12     | Q     |
| 5    | 156 | Doménica Azuero  | Ecuador          | 51,239 (3)   | 54,593 (5) | 49,979 (5) | 13     |       |
| 6    | 85  | Sae Hatakeyama   | Japan            | DNF (6)      | DNS (8)    | DNS (8)    | 22     |       |

### Halve finales

#### Serie 1
| Rang | #   | Naam             | Land             | 1e run       | 2e run     | 3e run       | Totaal | Bijz. |
| ---- | --- | ---------------- | ---------------- | ------------ | ---------- | ------------ | ------ | ----- |
| 1    | 6   | Felicia Stancil  | Verenigde Staten | 46,731 (2)   | 45,686 (4) | 45,855 (1)   | 7      | Q     |
| 2    | 100 | Mariana Pajón    | Colombia         | 46,167 (1)   | 45,052 (2) | 48,666 (5)   | 8      | Q     |
| 3    | 22  | Merel Smulders   | Nederland        | 48,076 (6)   | 45,950 (5) | 47,212 (3)   | 14     | Q     |
| 4    | 155 | Drew Mechielsen  | Canada           | 47,365 (3)   | 46,704 (7) | 47,366 (4)   | 14     | Q     |
| 5    | 88  | Saya Sakakibara  | Australië        | 47,618 (5)   | 44,927 (1) | DNF (8)      | 14     |       |
| 6    | 308 | Rebecca Petch    | Nieuw-Zeeland    | 47,597 (4)   | 46,095 (6) | 50,761 (6)   | 16     |       |
| 7    | 209 | Zoe Claessens    | Zwitserland      | 1:05,583 (7) | 47,149 (8) | 46,224 (2)   | 17     |       |
| 8    | 1   | Alise Willoughby | Verenigde Staten | DNF (8)      | 45,201 (3) | 1:37,566 (7) | 18     |       |

#### Serie 2
| Rang | #   | Naam               | Land             | 1e run       | 2e run     | 3e run     | Totaal | Bijz. |
| ---- | --- | ------------------ | ---------------- | ------------ | ---------- | ---------- | ------ | ----- |
| 1    | 911 | Beth Shriever      | Groot-Brittannië | 45,687 (1)   | 45,155 (1) | 44,807 (1) | 3      | Q     |
| 2    | 210 | Simone Christensen | Denemarken       | 46,659 (2)   | 45,751 (4) | 45,358 (4) | 10     | Q     |
| 3    | 3   | Axelle Étienne     | Frankrijk        | 58,865 (6)   | 45,645 (3) | 45,095 (2) | 11     | Q     |
| 4    | 21  | Lauren Reynolds    | Australië        | 1:09,159 (7) | 45,497 (2) | 45,317 (3) | 12     | Q     |
| 5    | 116 | Natalia Afremova   | Russische ploeg  | 49,337 (4)   | 46,479 (5) | 46,633 (6) | 15     |       |
| 6    | 91  | Elke Vanhoof       | België           | 49,254 (3)   | 46,744 (6) | 47,223 (7) | 16     |       |
| 7    | 4   | Judy Baauw         | Nederland        | 58,806 (5)   | 47,387 (7) | 45,487 (5) | 17     |       |
| 8    | 110 | Laura Smulders     | Nederland        | DNF (8)      | 56,676 (8) | 49,580 (8) | 24     |       |

### Finale
| Rang   | #   | Naam               | Land             | Tijd   |
| ------ | --- | ------------------ | ---------------- | ------ |
| Goud   | 911 | Beth Shriever      | Groot-Brittannië | 44,358 |
| Zilver | 100 | Mariana Pajón      | Colombia         | 44,448 |
| Brons  | 22  | Merel Smulders     | Nederland        | 44,721 |
| 4      | 6   | Felicia Stancil    | Verenigde Staten | 45,131 |
| 5      | 21  | Lauren Reynolds    | Australië        | 45,401 |
| 6      | 210 | Simone Christensen | Denemarken       | 45,582 |
| 7      | 3   | Axelle Étienne     | Frankrijk        | 45,853 |
| 8      | 155 | Drew Mechielsen    | Canada           | 46,883 |